# 엘티그레 (애니메이션)
《엘티그레》(El Tigre: The Adventures of Manny Rivera)는 니켈로디언과 닉툰 네트워크에서 제작한 애니메이션이다. 2007년 1월 19일 미리보기가 방영된 후, 2007년 3월 3일 방영되었다. 2007년 5월 4일 캐나다 YTV에서 최초로 국외개봉을 하였으며, 시즌 1의 모든 에피소드가 아이튠즈 스토어에 올라갔으며, 또한 플레이스테이션 네트워크 스토어에도 올라가게 되었다.

## 전개
"엘 티그레"는 멕시코에 위치한 범죄가 판을 치는 미라클 시티에서 슈퍼파워를 가진 13살의 매니 리베라가 영웅과 악당을 선택하는 가운데 벌어지는 모험을 다룬 이야기이다. 그의 아버지인 로돌포 리베라(Rodolfo Rivera)는 화이트 판테라(White Pantera)란 슈퍼영웅으로 그의 아들인 매니를 영웅으로 성장시키길 원하고 있으나, 반대로 푸마 로코(Puma Loco)란 이름으로 알려진 그의 할아버지는 매니를 악당으로 키우고 싶어한다.

## 기원
엘 티그레는 조지 구티에레즈와 산드라 에키후아 부부가 다른 사람들과 함께 애니메이션을 만든것에서 시작된다. 조지 구티에레즈와 산드라 에키후아 부부는 그들 자신이 어릴적 경험했던 경험들을 가지고 애니메이션 계획을 만들었다. 매니 리베라는 조지의 어린시절 모습을 기반으로 그려졌으며, 만화에 나타나는 많은 내용들은 조지의 삶의 일부분이거나 실제 사건들을 기반으로 그려졌다. 그의 아버지는 건축가(그가 보기에 선한 쪽)였으며, 그의 할아버지는 장성급 군인(그가 보기에 나쁜쪽)이었다. 이 관념이 커져 애니메이션상의 슈퍼영웅과 슈퍼악당이 되었다. 만화에 등장하는 미라클 시티는 조지가 자라온 멕시코 시티를 기반으로 삼고 있다. 매니의 여자친구인 프리다 수아레즈는 조지 구티에레즈의 아내 산드라 에키후아의 삶에서 기원을 두고 있다. 그녀의 아버지과 세 언니들은 모두 다 의사였지만, 그녀만 예술가가 되고 싶어했기 때문이다.

## 수상 및 후보작
| 수상          | 분류                                                       | 후보                                                                                          | 결과   |
| ------------- | ---------------------------------------------------------- | --------------------------------------------------------------------------------------------- | ------ |
| 2007년 애니상 | 어린이를 위한 최고의 TV 애니메이션상                       | 엘 티그레                                                                                     | 수상   |
| 2007년 애니상 | TV 애니메이션 중 등장인물상                                | 모니카 케네디 - 엘 티그레                                                                     | 후보작 |
| 2007년 애니상 | TV 애니메이션 등장인물 디자인상                            | 조지 R. 구티에레즈 - 엘 티그레 "Fistful of Collars" (한국 방송명 : 개를 찾아드려요!) 에피소드 | 수상   |
| 2007년 애니상 | TV 애니메이션 음악상                                       | 숀 패터슨 – 엘 티그레 "Yellow Pantera" (한국 방송명 : 아빠의 비밀) 에피소드                   | 후보작 |
| 2008년 에미상 | 애니메이션 공로상                                          | 산드라 에퀴후아 - 엘 티그레 에피소드 "Enter the Cuervo"의 등장인물 디자인                     | 수상   |
| 2008년 애니상 | TV 애니메이션 혹은 단편 애니메이션에서의 각본상            | 스콧 크레이머 - 엘 티그레 "Mustache Love" (한국 방송명 : 따봉이의 사랑) 에피소드              | 후보작 |
| 2008년 애니상 | TV 애니메이션 혹은 단편 애니메이션에서의 등장인물 디자인상 | 조지 구티에레즈 - 엘 티그레 "The Good, The Bad, The Tigre" 에피소드                           | 후보작 |

## 관련자료
1. 1 2 3 4  “Legacy: 35th Annual Annie Award Nominees and Winners (2007)”. International Animated Film Society, ASIFA-Hollywood. 2009년 3월 5일에 확인함.